# Jiangyin
Pour la planète de Firefly, voir Jiangyin (Firefly).
Jiangyin (江阴 ; pinyin : Jiāngyīn) est une ville de la province du Jiangsu en Chine. C'est une ville-district placée sous la juridiction administrative de la ville-préfecture de Wuxi.

## Histoire

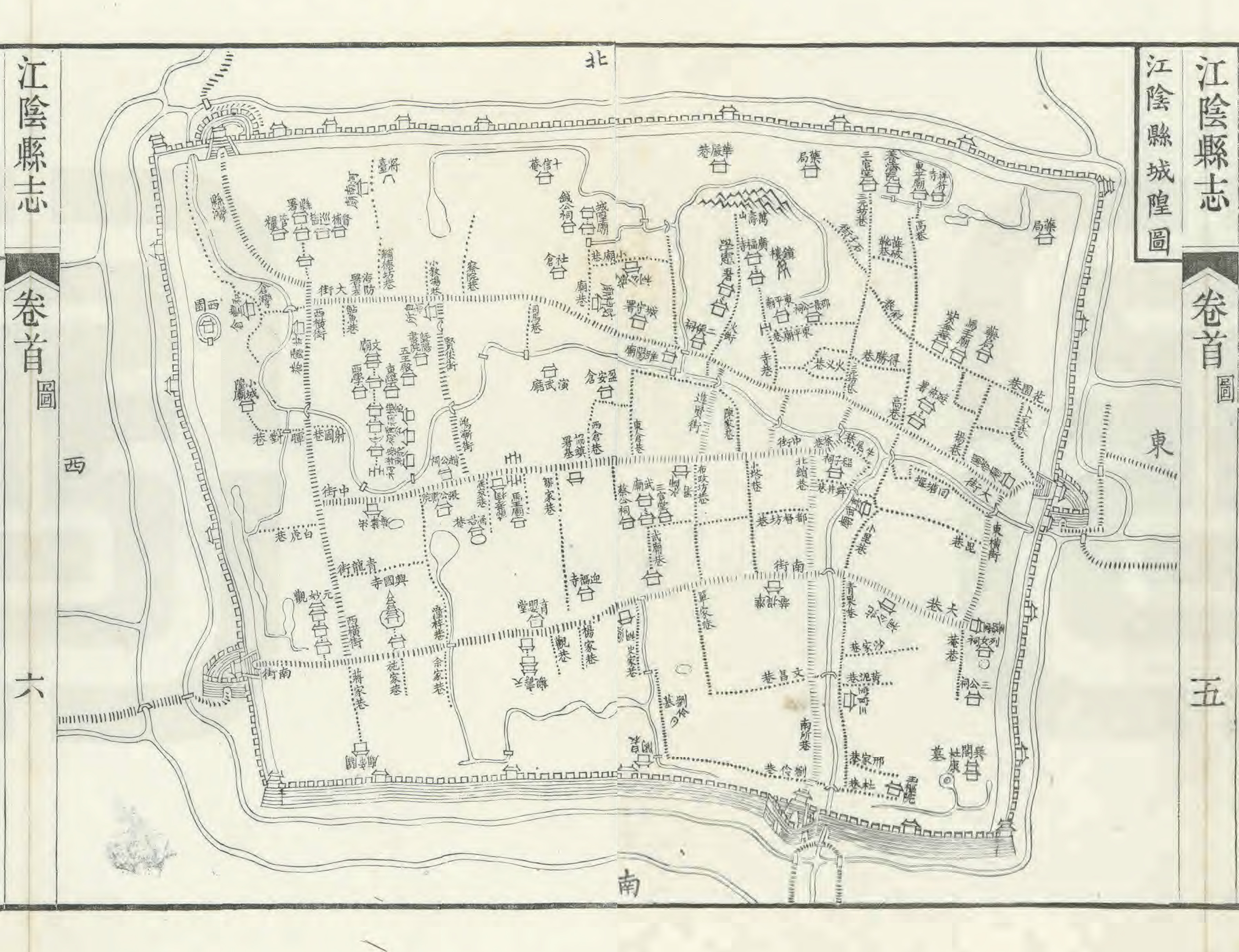
citée fortifiée en 1840

L'histoire de la ville est très ancienne et date de la dynastie des Zhou orientaux (東周, -770 à -256, ayant duré pendant la période des printemps et des automnes et pendant les royaumes combattants.
Comme le lieu était situé au nord du lac Ji, il était nommé Jiyang (暨陽/暨阳). C'était à l'origine un bourg de Yanling 延陵, devenu plus tard Piling (毗陵). En 281, il est promu au rang de commanderie du comté de Piling.
En 558, Lanling (l'actuelle District de Wujin à Changzhou) y est unifié pour créer Jiangyin. Il devient alors le siège de la commanderie de Jiangyin. En 589, sous les Tang du Sud, il devient un jun (commanderie-préfecture).

## Démographie
La population du district était de 1 145 870 habitants en 1999.

## Économie
Un parc industriel est en cours de construction entre Jiangyin et Jingjiang, ville située sur la rive du Yangtze en face de Jiangyin.

## Monuments

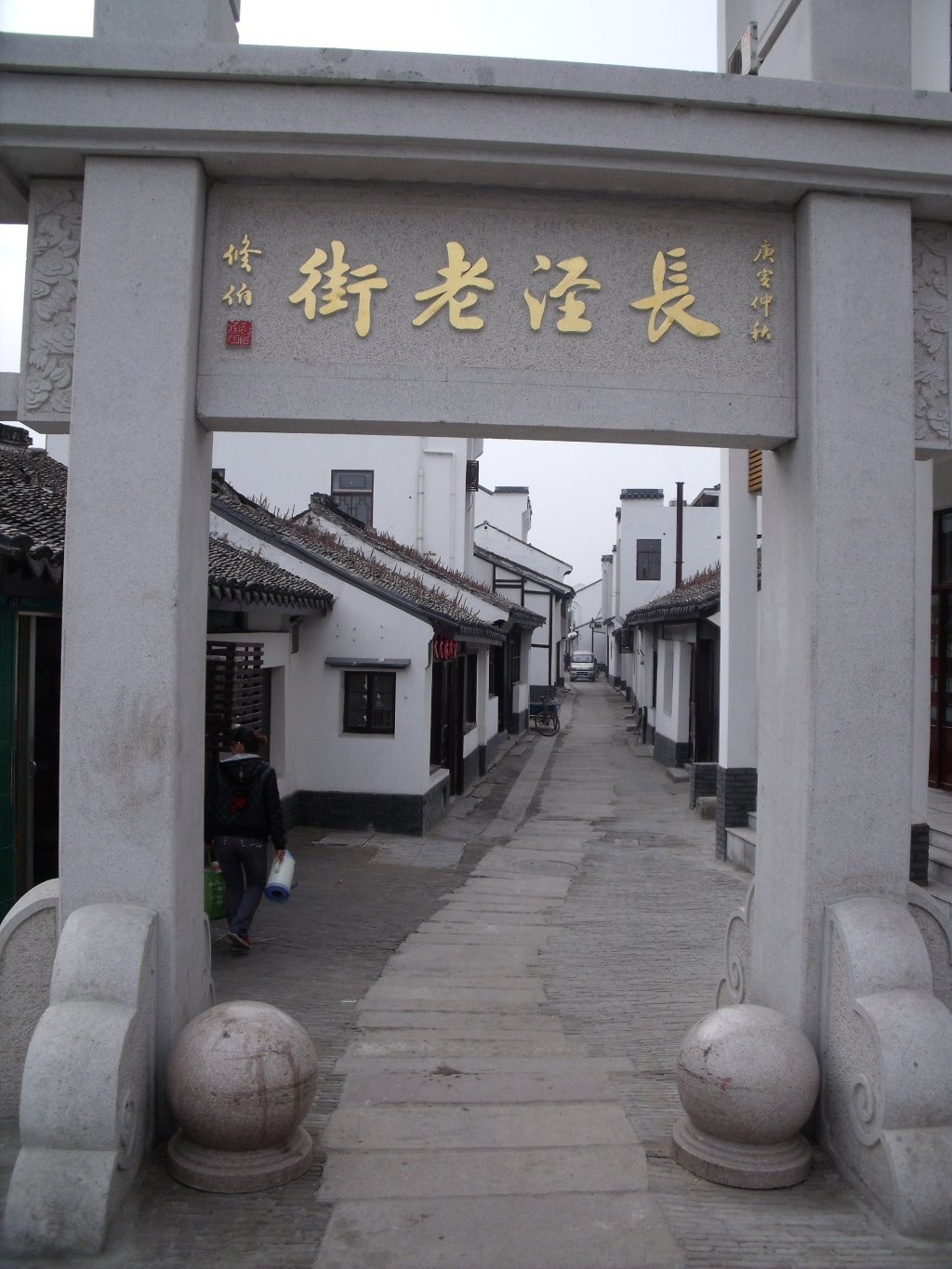
Rue Changjing, un quartier ancien
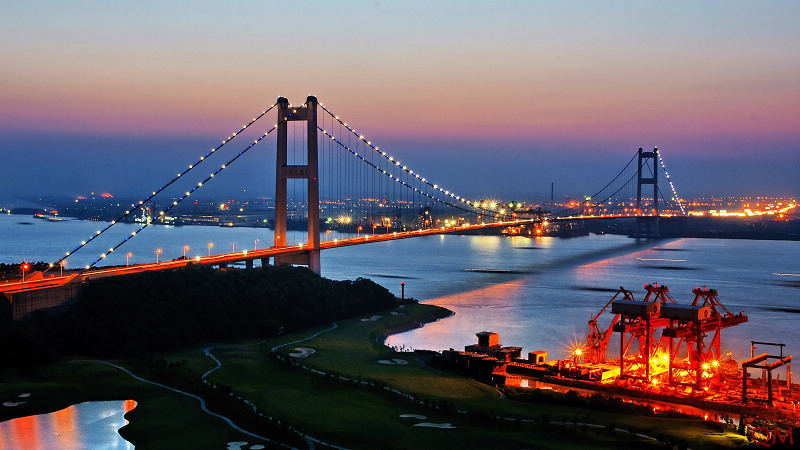
Grand pont du Yangzi
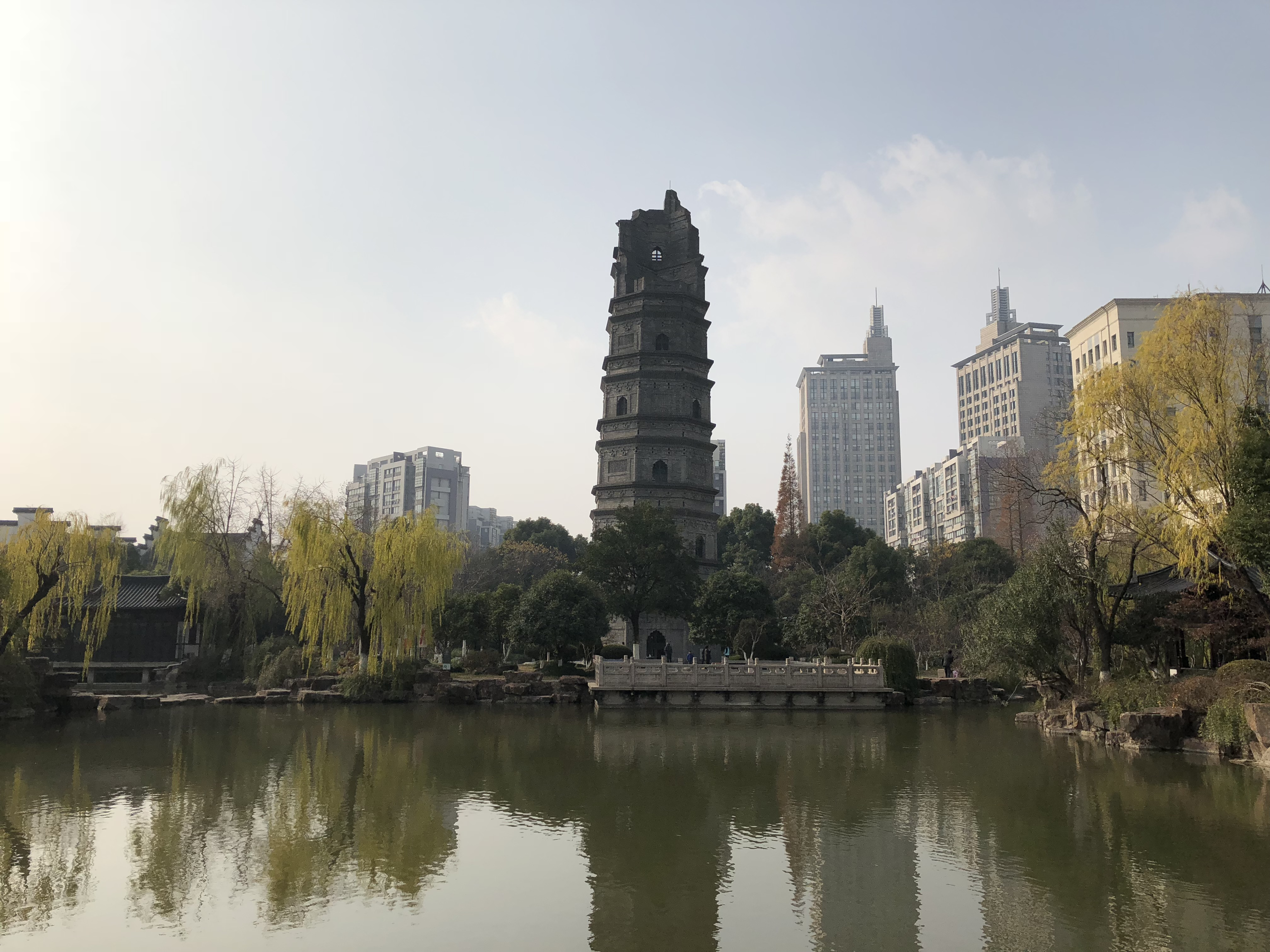
Tour de la pagode Xingguo
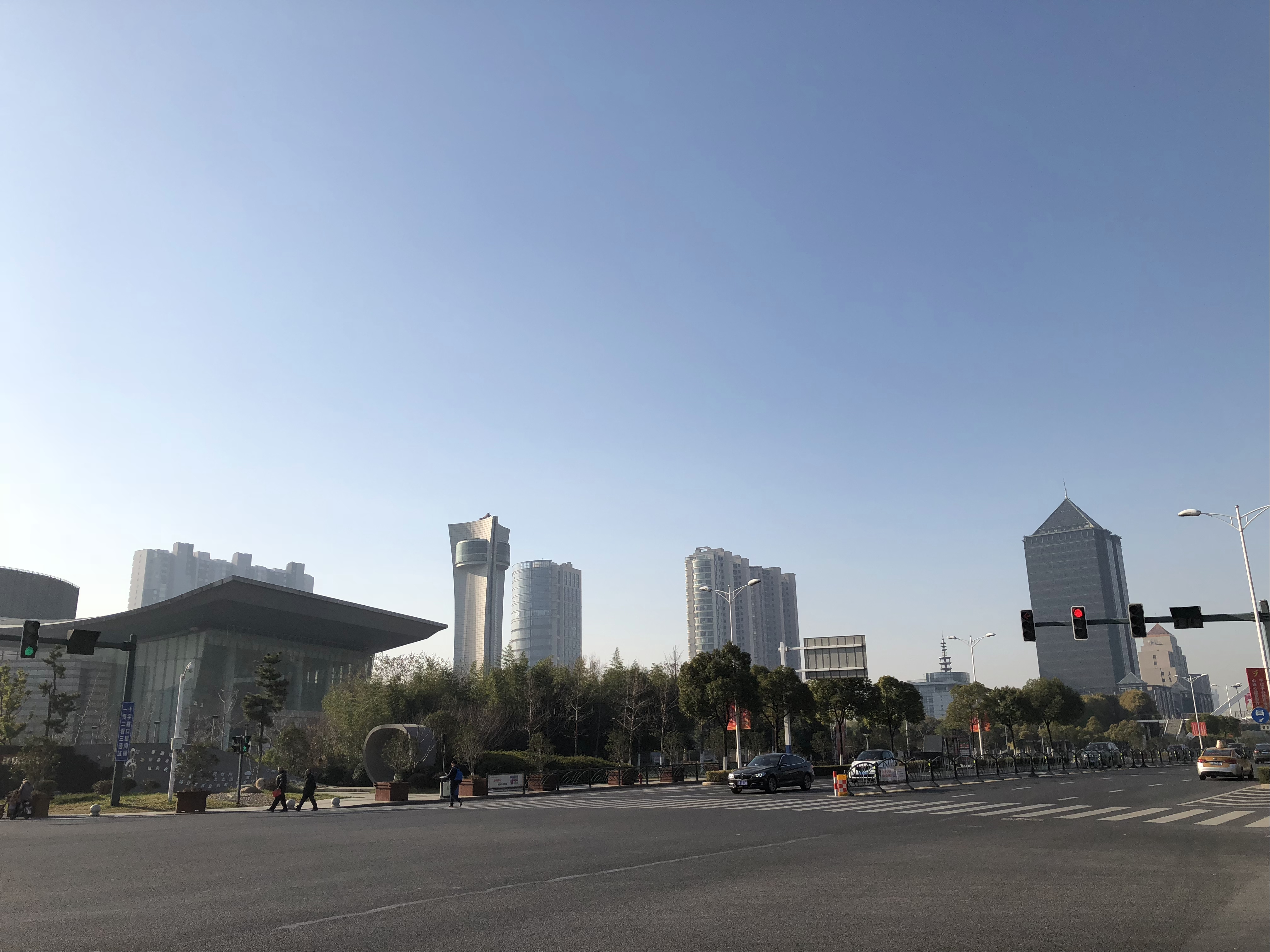
Centre culturel Tianhua, abritant le musée de la ville
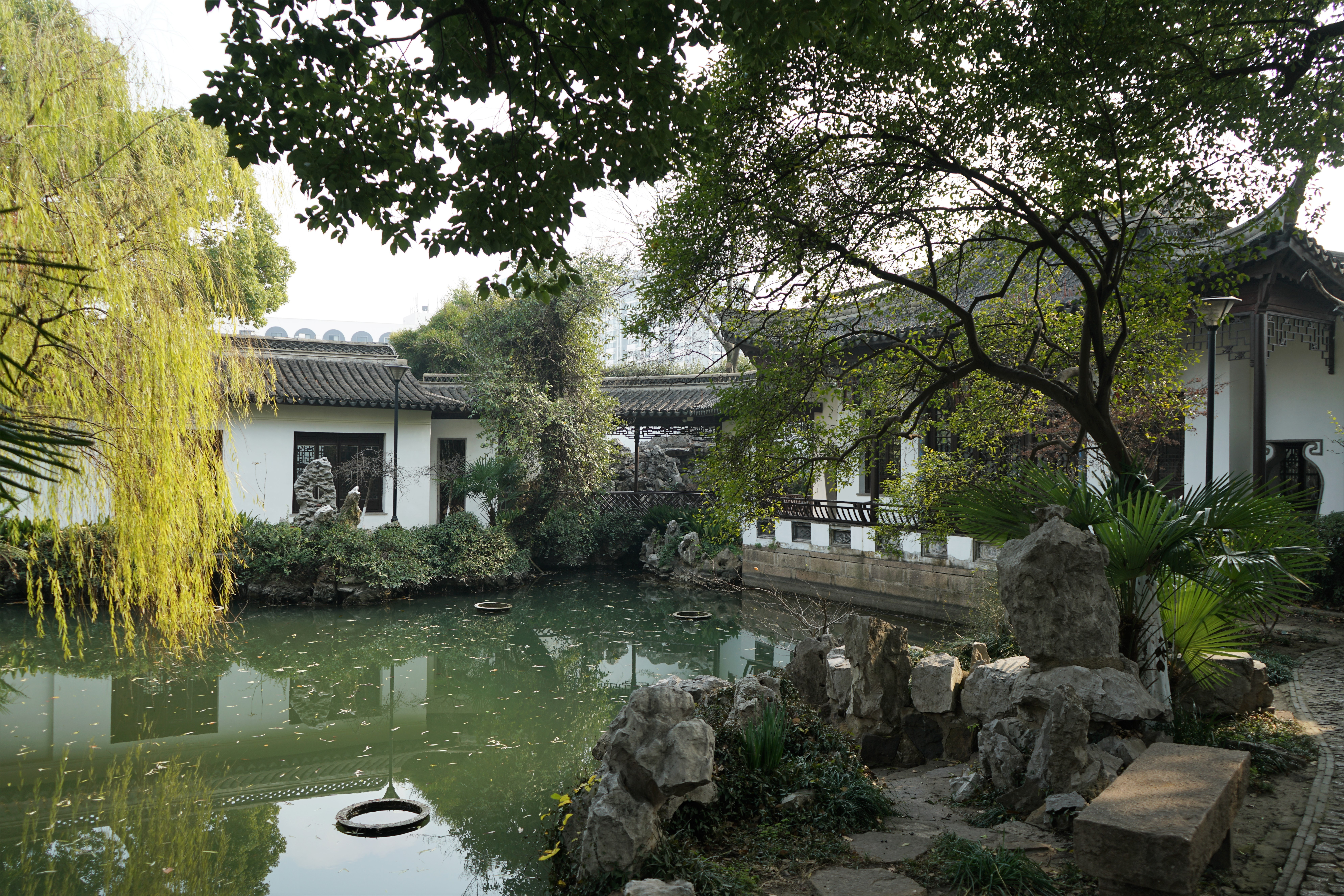
Jardin Shiyuan
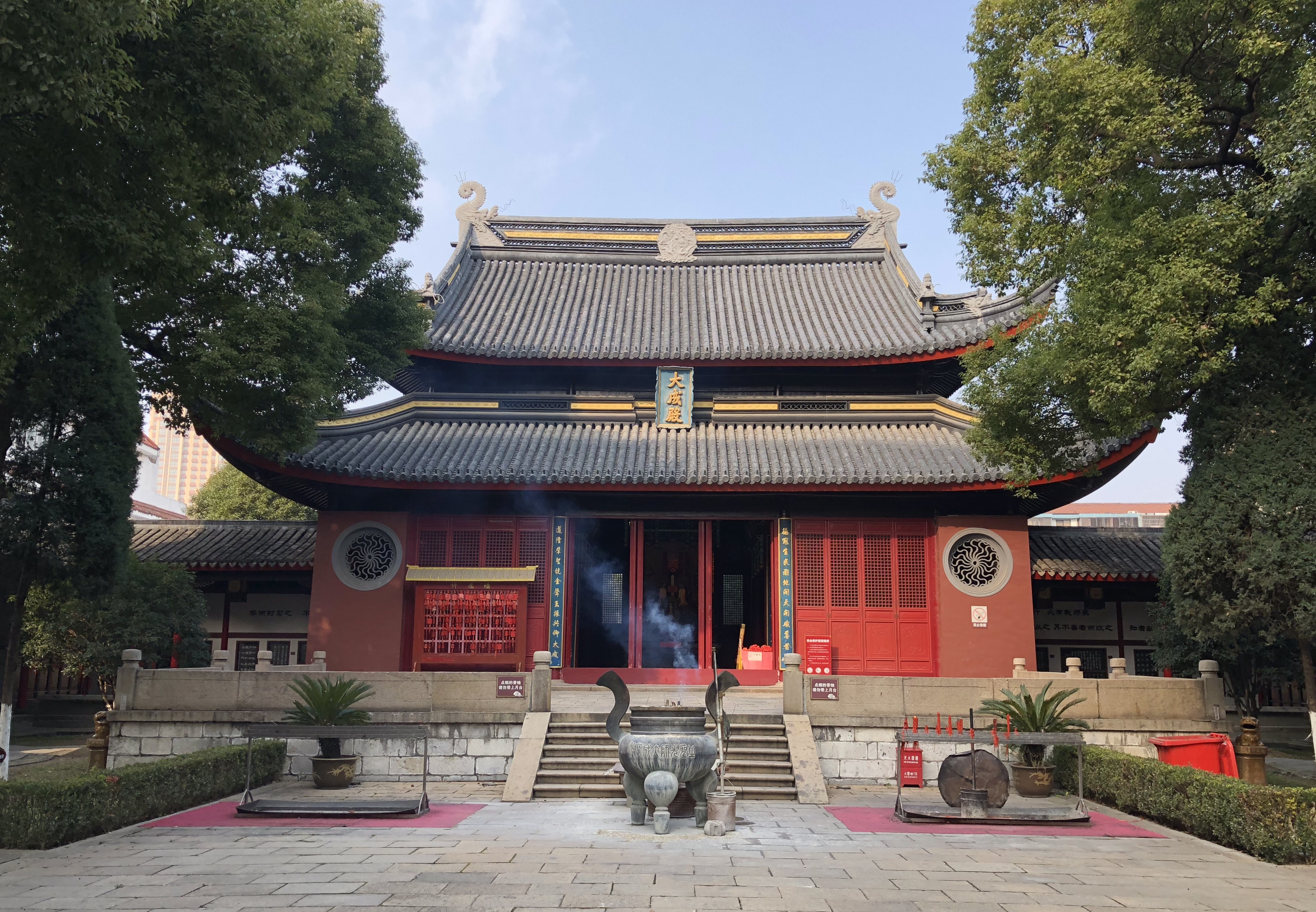
Temple confucéen
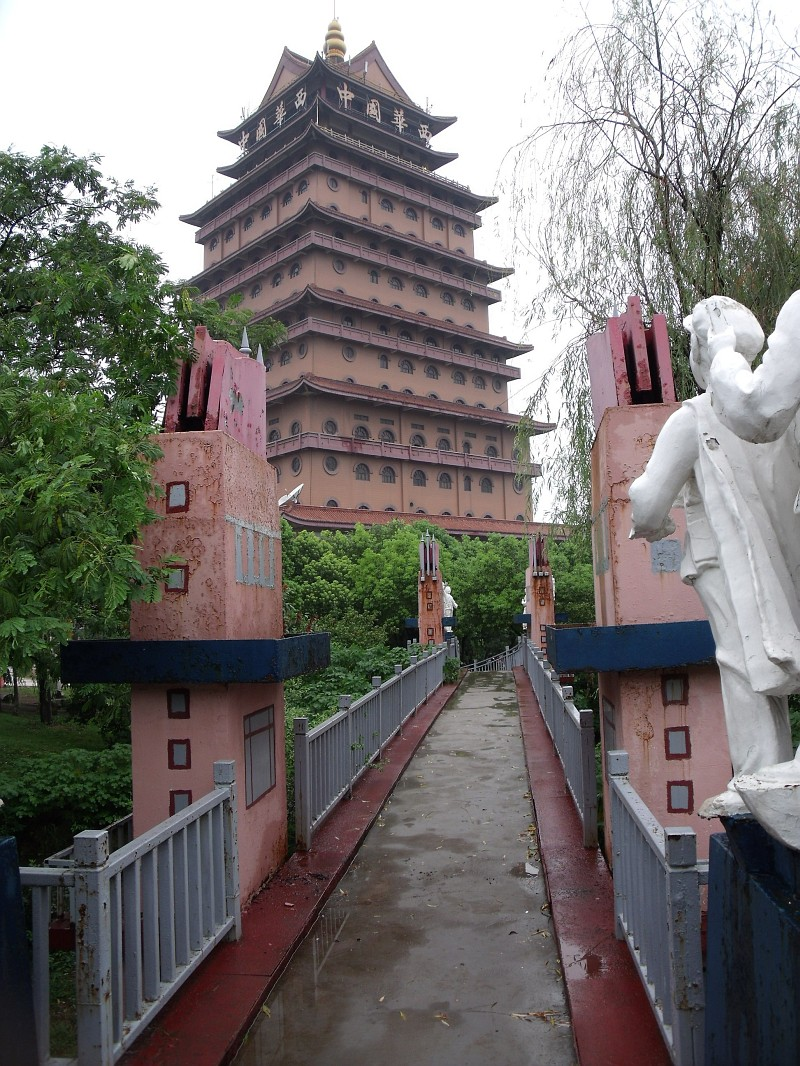
Tour dorée du village Huaxi

## Personnalités
- Liu Tianhua (1892-1932), compositeur chinois